# Dalmatinerkrokus
Crocus dalmaticus är en irisväxtart som beskrevs av Roberto de Visiani. Crocus dalmaticus ingår i släktet krokusar, och familjen irisväxter. Inga underarter finns listade i Catalogue of Life.